# Elsaß-Lothringische A 4
Die Dampflokomotiven der Reihe A 4 beschafften die Reichseisenbahnen in Elsaß-Lothringen 1871. Die Schnellzuglokomotiven hatten die Achsfolge 1B.

## Geschichte
Mit der Übernahme des Streckennetzes in Elsaß-Lothringen war der Erwerb von Lokomotiven und Wagen erforderlich, da die Franzosen alle Fahrzeuge abgezogen hatten. Die Reichseisenbahnen erwarben deshalb von der englischen Somerset and Dorset Railway vier Personenzuglokomotiven. Die Maschinen waren 1866 von der Vulcan Foundry gefertigt worden. Die Lokomotiven erhielten bei der SDR die Nummern 21 bis 24 und später bei den Reichseisenbahnen die Nummern 26 bis 29 sowie Namen von Flüssen. 1898 erhielten die Nummern 26 und 29 noch Gegengewichte an den Kuppelrädern. 1882 wurde bereits die erste Lok ausgemustert, die letzte folgte um 1900.

## Konstruktive Merkmale
Die Lokomotiven besaßen einen Außenrahmen. Der Kessel war dreischüssig und hatte einen stark überhöhten Stehkessel.
Das Zweizylinder-Nassdampftriebwerk war wie die Steuerung innenliegend. Die Federung der Kuppelachsen erfolgte durch Blattfederpakete unterhalb der Achse. Die Laufachse wurde durch obenliegende Blattfederpakete abgefedert.
Auf dem Umlauf befand sich auf jeder Seite ein Sandkasten, der die erste Kuppelachse sandete.
Die Lokomotiven waren mit einem dreiachsigen Tender mit 9 m³ Wasserkasteninhalt gekuppelt.